# 한국철도공사 391000호대 전동차
한국철도공사 391000호대 전동차는 서해선 광역전철에서의 운행을 위해 도입된 한국철도공사와 서부광역철도 등 두 양사가 공동 관리한 통근형 전동차다. 1단계 개통을 위해 2017년 7월 17일부터 10월 13일까지 도입된 총 4량 7개 편성(28량)에 이어 2단계 개통을 위해 4량 10개 편성(40량)이 추가 도입됐고, 송산차량기지가 2024년 11월 1일에 완공되기 전까지, 서해선 광역전철의 전 열차를 시흥차량사업소에 임시로 수탁 관리하며, 시우역과 안산역 사이에 시흥기지 입·출고용 연결 선로가 별개로 설치돼 있다. 현재 총 4량 17개 편성(68량)이 운행하고 있다.

## 기술적 사양

### 제어기기
1차분은 한국철도공사 381000호대 전동차(동해선 광역전철용)에서 사용된 우진산전, 도시바제 COVO52-A0형 주제어장치가 탑재되었고, 2차분은 한국 벤처기업인 KEC와 일본 히타치 제작소 등 두 양사와 합작으로 개발된 IGBT 인버터가 탑재되었다.

### 실내 설비
1차분의 경우, 한국철도공사 381000호대 전동차와 실내 설비가 동일하므로, 2021년에 대곡-소사선 개통에 대비하기 위해 도입된 2차분의 경우, 2017년에 도입된 1차분 전동차와는 달리, 출입문 위에 LCD 모니터가 2개씩 매립된 형태로 설치되었다.

### 승무 설비
기존 차량들의 전면부보다 운전실 창을 넓히고, 형태를 약간 바꾸어 시야를 개선하였으며, 1인 승무에 대응하도록 CCTV 모니터 및 히타치 STS의 ATP·ATS 속도계가 장착되었다.

### 편성
편성은 팬터그래프와 주변압기, 제어기기, 전동기가 탑재된 M'차, 보조전원장치와 공기압축기, 축전지, 제어실 등을 갖춘 Tc차로 구성되었다.
| 객차번호 | 설치된 전장품                        |
| -------- | ------------------------------------ |
| 3910XX   | Tc(SIV, 공기압축기, 축전지)          |
| 3911XX   | M'(팬터그래프, 주변압기, 주변환장치) |
| 3912XX   | M'(팬터그래프, 주변압기, 주변환장치) |
| 3919XX   | Tc(SIV, 공기압축기, 축전지)          |

## 배속
- 39101~39117편성: 시흥차량사업소 위탁검수, 4량

## 도입 역사

### 1차 도입분(2017년7월 27일~10월 13일)
- 시흥차량사업소 소속: 39101~39107편성(총 7개 편성)
- 제작사: 현대로템
- 제어방식: VVVF-IGBT(도시바)

2018년 6월 16일 1단계 이남 구간 개통을 위해 도입됐으며, 현대로템 창원공장에서 제작됐다. 총 7개 편성 모두 회색과 군청색을 두른 도색이 적용된 채 출고됐으나, 시흥기지 도착 이후 시간이 지나면서 초록색과 연두색인 현재의 도색으로 운행 중이다. 또한, 대곡-소사선 개통에 대비해, SK텔레콤과 KT 등 이동통신 3사의 5G 이동통신 주파수 간섭 오류로 인해 잦은 고장이 빈번하게 발생하면서, 기존의 독일 지멘스사의 RF-CBTC에서 모든 편성이 ATP·ATS 자동 전환 시스템으로 개량한 바 있다.

### 2차 도입분(2021년5월 18일~2022년3월 31일)
- 시흥차량사업소 소속: 39108~39117편성(총 10개 편성)
- 제작사: 다원시스
- 제어방식: VVVF-IGBT(다원시스)

2023년 7월 1일 2단계 이북 구간 개통 개통을 위해 도입됐으며, 1차 도입분과는 달리 전두부 외형과 도색이 다르고, 싱글암이 채택됐다. 다원시스 정읍공장에서 제작됐다. 한국 벤처기업인 KEC와 일본 히타치 제작소 등 두 양사와 합작으로 개발된 IGBT 인버터가 탑재됐다.

## 운행 구간
- ● 수도권 전철 서해선: 일산 - 대곡 - 원시

## 현황

### 1세대분
도입 당시에 독일 지멘스사의 RF-CBTC가 장착되었다가 ATP·ATS 자동 전환 시스템으로 변경되었다.
| 차호       | 도입 시기 | 운행 중단 시기 | 비고 |
| ---------- | --------- | -------------- | ---- |
| 39101 편성 | 2017년    | 운행 중        |      |
| 39102 편성 | 2017년    | 운행 중        |      |
| 39103 편성 | 2017년    | 운행 중        |      |
| 39104 편성 | 2017년    | 운행 중        |      |
| 39105 편성 | 2017년    | 운행 중        |      |
| 39106 편성 | 2017년    | 운행 중        |      |
| 39107 편성 | 2017년    | 운행 중        |      |

### 2세대분
해당 편성들은 알루미늄 차체가 적용되었으며, 처음부터 ATP·ATS 자동 전환 시스템이 장착되었다.
| 차호       | 도입 시기 | 운행 중단 시기 | 비고 |
| ---------- | --------- | -------------- | ---- |
| 39108 편성 | 2021년    | 운행 중        |      |
| 39109 편성 | 2021년    | 운행 중        |      |
| 39110 편성 | 2022년    | 운행 중        |      |
| 39111 편성 | 2022년    | 운행 중        |      |
| 39112 편성 | 2022년    | 운행 중        |      |
| 39113 편성 | 2022년    | 운행 중        |      |
| 39114 편성 | 2022년    | 운행 중        |      |
| 39115 편성 | 2022년    | 운행 중        |      |
| 39116 편성 | 2022년    | 운행 중        |      |
| 39117 편성 | 2022년    | 운행 중        |      |

## 사진

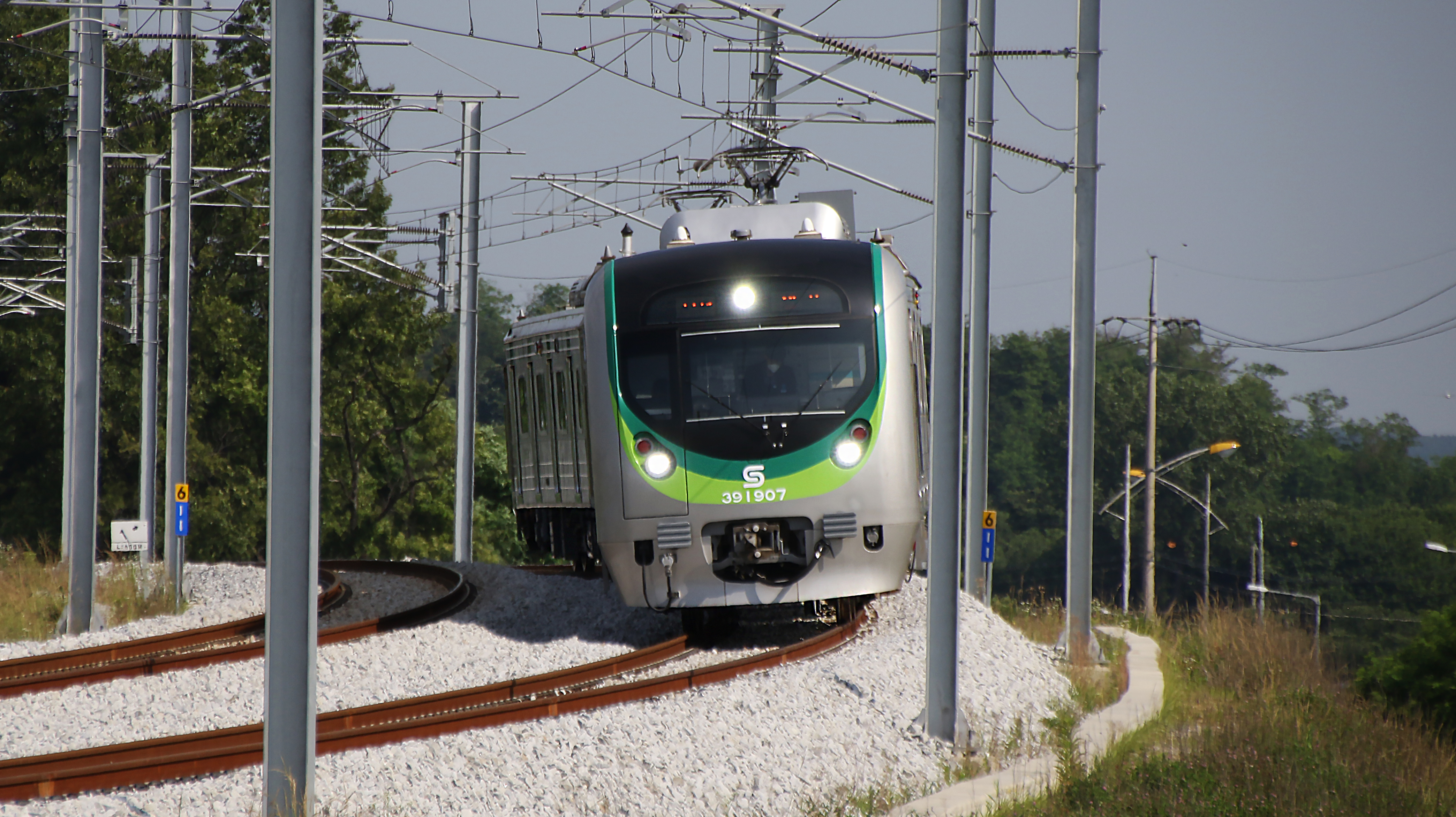
지상 구간을 달리는 39107편성 (전두부 로고 교체 전)
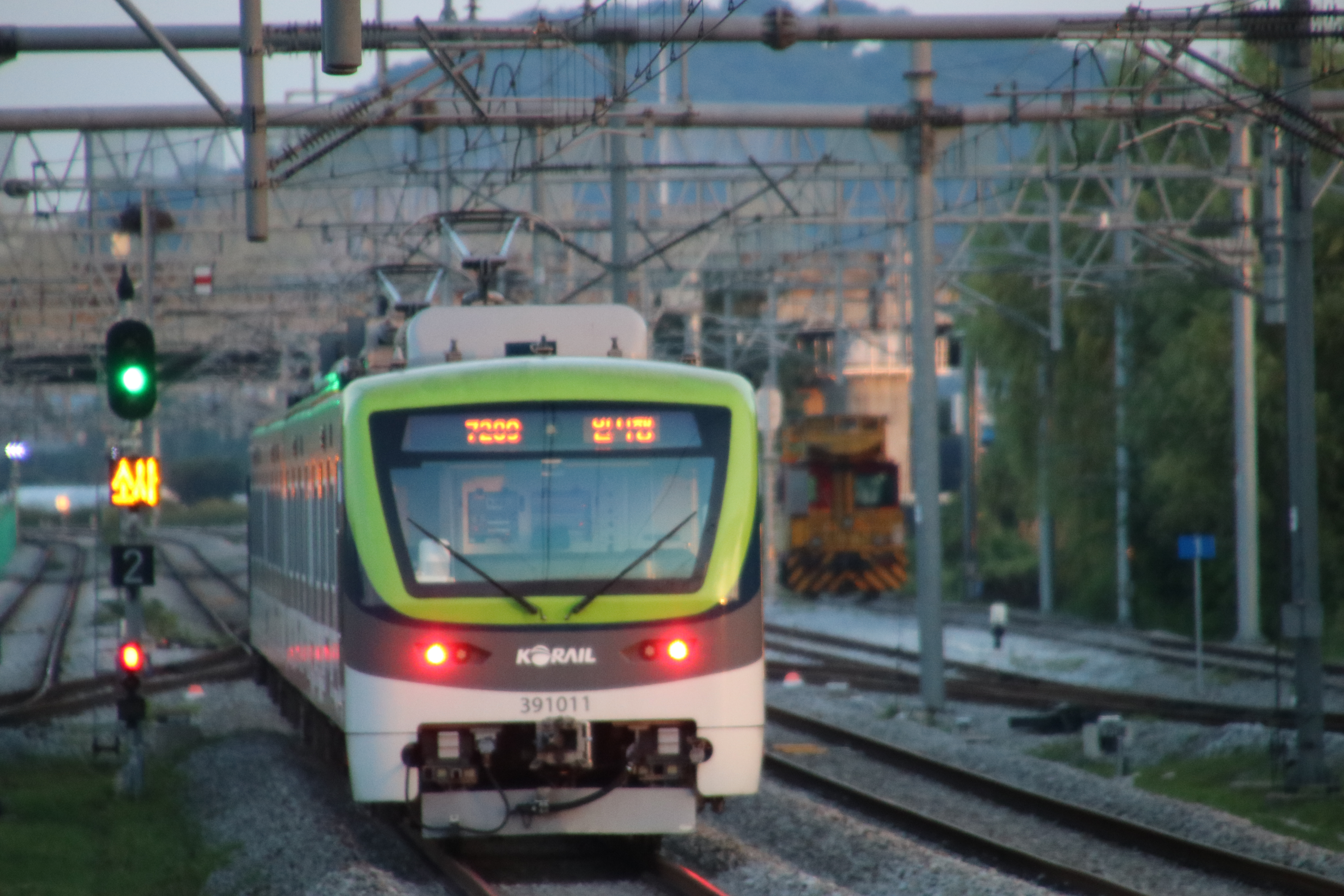
지상 구간을 달리는 39111편성

## 같이 보기
- 한국철도공사
- 서해선 광역전철
- 한국철도공사 321000호대 전동차
- 한국철도공사 331000호대 전동차
- 한국철도공사 381000호대 전동차